# Стојковићи (Кисељак)
Стојковићи су насељено мјесто у општини Кисељак, Босна и Херцеговина.

## Становништво
|        | 2013.      | 1991.      | 1981.      | 1971.       | 1961.      |
| Укупно | 0 (0,000%) | 9 (100,0%) | 7 (100,0%) | 13 (100,0%) | 5 (100,0%) |
| Хрвати | –          | 7 (77,78%) | 7 (100,0%) | 13 (100,0%) | 5 (100,0%) |
| Остали | –          | 2 (22,22%) | –          | –           | –          |